# サンダー・チャイルド
サンダー・チャイルド（HMS Thunder Child）は、H・G・ウェルズのSF小説『宇宙戦争』に登場する架空の軍艦。艦名は「雷震子」の意。

## 概要
イギリス海軍の水雷衝角艦（Torpedo-ram）。水雷衝角艦とは、衝角と魚雷発射管を融合させた「水雷衝角」を艦首に装備した小型高速の艦艇のこと。具体的なスペック、武装などは劇中に描かれていないため不明であるが、2本煙突を持ち、武装として水雷衝角と砲填兵装を有している。モデルとなった艦は、用途や挿絵などから水雷衝角艦「ポリフィーマス」やアラガント級防護巡洋艦などであると推測できる。また、映画『ザ・カウントダウン 地球大戦争』ではハヴォック級駆逐艦、コンセプト・アルバム『Jeff Wayne's Musical Version of The War of the Worlds』ではカノーパス級戦艦として描かれている。
なお、実際の水雷衝角艦は実戦においては使い物にならず、特に敵艦への衝角突撃など非現実的だと判断され、主に魚雷の運用試験にのみ用いられていた。サンダー・チャイルド自体も、衝角内の魚雷発射管を使用する描写は見られない。

## 劇中での活躍

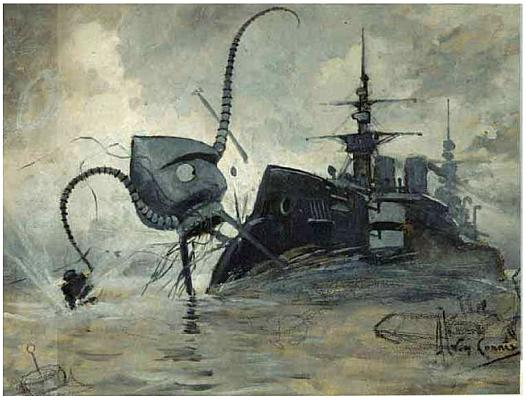
トライポッドに衝角攻撃を行うサンダー・チャイルド

サンダー・チャイルドの戦いは、主人公が避難民の一人だった弟から又聞きした話として描写される。
サンダー・チャイルドは火星人の地球侵略が起こった時、イギリスからヨーロッパ本土への避難民を乗せた船団の護衛のためにエセックス沖で警備任務に就いていた。6月の水曜日の午後、ファウルネス方面から火星人のトライポッドが3台出現し、船団の出港を阻止するコースを取りつつ進行。この時点で海軍の他の艦艇はテムズ川の河口付近に展開しており、トライポッドから船団を守ることが出来るのはサンダー・チャイルドのみだった。
駆けつけたサンダー・チャイルドは、トライポッドの至近距離に到達するまで一切発砲せずに全速力で突進した。この行動は火星人を混乱させたようで、ようやく1台のトライポッドがガス弾を発射した時には、サンダー・チャイルドは既に船団とトライポッドとのほぼ中間点にまで達していた。サンダー・チャイルドはガス弾をもろに喰らったものの、その勢いを少しも衰えさせることなくなおも突撃を敢行した。トライポッドは陸地へ退却を始めながらも熱線で反撃。熱線によって生じた水蒸気がサンダー・チャイルドの姿を隠し、サンダー・チャイルドは撃沈されたかに思われた。
だが、外部こそ炎に包まれたものの、機関や操舵装置といったサンダー・チャイルドの中枢部は無事だった。熱線を発射したトライポッドにそのまま突撃し、衝角攻撃と砲撃によって撃破したサンダー・チャイルドは、攻撃対象を第2のトライポッドに変え、再びまっしぐらに突撃した。双方の距離が100ヤード（約91メートル）に迫った時、トライポッドが熱線を発射。熱線の直撃によって甲板や煙突が吹き飛び、大破したサンダー・チャイルドだったが、船体は慣性によってなおも前進、2台目のトライポッドに激突し、これを突き沈めた。3台目のトライポッドは撤退していき、避難船団は無事にヨーロッパへと向かっていった。
なお、その後のサンダー・チャイルドの消息安否は「視界が晴れたときには、すでにその姿はなかった」としか描写されておらず、撃沈されたのか、それとも生還を果たしたのかは不明瞭となっている。